# Grupa Ionescu Diamandi
Grupa Ionescu Diamandi (rum. Grupul Ionescu Diamandi) - rumuńska antykomunistyczna grupa zbrojna w latach 1949–1950
Kapitan lotnictwa Ionescu Diamandi 19 listopada 1946 r. został aresztowany przez funkcjonariuszy bezpieczeństwa za protesty w sprawie sfałszowania wyborów parlamentarnych. W 1949 r. udało się mu się jednak zbiec z więzienia wraz z innym oficerem lotnictwa. Schronili się w lasach na obszarze okręgu Valea Ierii. Oburzeni represjami reżimu komunistycznego rozpoczęli prowadzić propagandę przeciwko niemu w okolicznych wsiach. Dosyć szybko zgrupowali wokół siebie pewną liczbę chłopów, tworząc oddział zbrojny. Latem 1949 r. oddział, ukrywający się w Górach Băișoara, zajął dużą wieś Muntele Băișoara, rozbijając miejscowy posterunek milicji i opanowując budynek władz lokalnych. Spalono akta i materiały propagandowe, przecięto linie telefoniczne. Milicjanci i urzędnicy zostali zamknięci w magazynie na obrzeżach wsi jako zakładnicy. Dopiero po 24 h do Muntele Băișoara wkroczył oddział Securitate. W tej sytuacji partyzanci wycofali się w lasy. Securitate w odwecie aresztowała ponad 500 chłopów, z których wielu było torturowanych. 7 osób zostało zamordowanych. Następnie funkcjonariusze organów bezpieczeństwa wykryli i zaatakowali oddział partyzancki, rozbijając go. 1 grudnia 1950 r. trybunał wojskowy w Klużu-Napoce skazał I. Diamandi i 2 innych partyzantów na karę śmierci przez rozstrzelanie, którą natychmiast wykonano. Pozostali otrzymali kary wieloletniego więzienia. Podczas ich odbywania zostali zamordowani 2 członkowie oddziału I. Diamandi.